# Русан Мирчев
Русан (Руси) Христов Мирчев е български революционер от Четата на Таньо войвода от 1876 година.

## Биография
Роден в Сухиндол, Търновски санджак, Руси Мирчев е грамотен и деен член на читалището в селото. Патриотично-революционни идеи черпи от учителя си Васил Неделчев. През лятото на 1875 Руси Мирчев заминава като градинар в Галац, където общува с Христо Ботев. Зимата на същата година Руси изкарва при племенничките си Еленка и Ванка Мирчеви в Олтеница. Там той се включва в четата на Таньо войвода, с която навлиза в българките земи. След разбиването на четата Руси Мирчев и Васил Михилски се отправят на запад и отново достигат Сухиндол. Близо два месеца се крият из горите, докато на 22 юли 1876 г. са забелязани и оградени от потеря. В завързалата се престрелка между селата Калакастрово и Бяла река Русан пада убит.